# 高梨頼治
高梨 頼治（たかなし よりはる）は、戦国時代の武将。

## 略歴
高梨政頼の子として誕生。
高梨氏は信濃国北部の有力国人であり、近隣の信濃村上氏と勢力を競っていたが、甲斐国の武田晴信が信濃に進出すると、和睦して、共に甲斐武田氏とあたるようになった。のちに両氏の和睦の証として頼治は村上義清の娘を娶った。
天文24年（1555年）、第二次川中島の戦いで討死したと言われているが、このとき真田幸綱に重傷を負わせるほど奮戦したという。　